# Роберт Адлер
Роберт Адлер (4 грудня 1913, Відень — 15 лютого 2007) — австрійсько-американський винахідник, автор численних патентів.

## Досягнення
Адлер народився у Відні, та отримав ступінь доктора філософії в галузі фізики у Віденському Університеті в 1937 році. Оскільки Адлер був єврей, після анексії Австрії фашистською Німеччиною, його родина була змушена емігрувати до США, де він почав працювати в 1941 році в дослідному відділі фірми Zenith Electronics. За час свого життя Адлер отримав 180 патентів на електронні пристрої. Під час Другої світової війни, він працював над високочастотними осциляторами і електромеханічними фільтрами для авіаційної радіоапаратури.
Після війни він продовжив роботу в галузі телебачення, де зробив кілька винаходів — з того моменту і до своєї смерті в 2007 — більш або менш вплинув на формування сучасної телевізійної апаратури. Керована електронно-променева вакуумна лампа не тільки поліпшила якість звуку при передачі, а також знизила вартість виробництва звукових схем в телевізорах (а отже і самих телевізорів).
Адлер також відомий за свої роботи з технологією поверхневих звукових хвиль, не тільки тому що засновані на ній частотні фільтри широко використовуються в телебаченні, але також тому що вони використовуються в більшості сенсорних екранів.

## Участь у розробці пульта дистанційного управління
Найбільше Адлер відомий за розробку своєї системи бездротового пульта дистанційного керування для телевізора. Незважаючи на те, що його винахід не був першим дистанційним пультом, використана в ньому технологія була значно краще, ніж існуючі до цього системи.
Винайдений іншим інженером з фірми Зеніт Юджином Поллі, ПДУ «Flashmatic», був першим бездротовим пультом дистанційного керування. Flashmatic використовував спрямоване джерело світла в передавальному пристрої і фотоприймачі на самому телевізорі. Одним з головних недоліків даної технології є те, що при попаданні сонячного світла на телевізор, він міг випадково активувати одну з функцій дистанційного керування через відсутність достатніх механізмів захисту. Тому інженери компанії «Зеніт» почали шукати нові рішення.
Виникла ідея використовувати радіо, але радіохвилі легко долають перешкоди у вигляді стін, так що варіант, коли ПДУ випадково буде перемикати канали, або виконувати інші команди на телевізорі сусіда, змусив відмовитися від цієї ідеї. Більш того, відділ маркетингу «Зеніт» хотів, щоб ПДУ не вимагав батарейок, так як в той час вважалося, що коли батарея сяде, покупці можуть подумати, що щось зламалося в самому телевізорі.
Концепція Адлера полягала в тому, щоб замість світла використовувати звук для передачі команд телевізору. У першому пульті, який він розробив — «Космічне командування» (англ. "Space Command") — використовувалися алюмінієві ріжки, аналогічні тим, що використовуються в камертонах, при натисканні кнопок на пристрої по цим рожкам вдаряли молоточки, виходив високочастотний звук, який інтерпретувався керуючим пристроєм телевізора.
У 1960-х Адлер модифікував свій ПДУ, і в ньому стали використовуватися ультразвукові сигнали. У такому вигляді технологія використовувалася в телевізорах протягом наступних 25 років.

## Професійні досягнення
Адлер досяг посади віце-президента і директора з досліджень, коли він офіційно залишив «Зеніт» у 1982 році. Він залишався технічним консультантом у фірмі аж до 1999 року. У 1980 Адлер отримав нагороду інституту IEEE Медаль Едісона. У 1997, Адлер і Поллі спільно були нагороджені премією Еммі Національної академії телевізійних мистецтв. Останню заявку на патент Адлер подав 1 лютого 2007 року в області сенсорних екранів.

## Смерть
Роберт Адлер помер у місті Бойсе від серцевої недостатності у віці 93 років.